# أبو العلا ماضي
أبو العلا ماضي هو رئيس حزب الوسط الجديد وعضو منشق عن جماعة الإخوان المسلمين في مصر. ولد في مدينة المنيا جنوب مصر في 3 أبريل 1958 الموافق 14 رمضان 1377 هـ، انتخب رئيساً لاتحاد طلاب جامعة المنيا في الفترة بين عامي 1977 و1979، وانتخب كذلك نائبًا أول لرئيس اتحاد طلاب مصر في الفترة بين عامي 1978 و1979، حصل على شهادة بكالريوس هندسة الميكانيكا من كلية الهندسة جامعة المنيا سنة 1984 وحصل كذلك على شهادة ليسانس الحقوق من كلية الحقوق جامعة القاهرة سنة 2008

## النشاطات الحالية
1. رئيس حزب الوسط الجديد (وهو حزب مدني ذو مرجعية إسلامية شارك في تأسيسه مجموعة من شباب مسلمين ومسيحيين ونساء، تـقدم بطـلب تأسيس ثلاث مرات عام 1996م، وعام 1998م وعام2004م).
2. مدير عام المركز الدولي للدراسات منذ عام 1995م (وهو مركز معني بدراسة حالة الحركات الإسلامية والإسلام السياسي).
3. عضو مجلس إدارة جمعية مصر للثقافة والحوار (جمعية ثقافية يشارك فيها مجموعة من المفكرين الإسلاميين والوطنيين مسلمين ومسيحيين تعني بالحوار الإسلامي المسيحي وحوار الحضارات وثقافة الحوار) أسست عام2000م.
4. عضو الفريق العربي للحوار الإسلامي المسيحي منذ عام 1999م (فريق أنشأه مجلس كنائس الشرق الأوسط).
5. عضو في فريق الحوار العربي الأوروبي الأمريكي منذ عام 2004م.
6. عضو في الحوار المصري – الألماني الذي تنظمه من مصر الهيئة الأنجيلية القبطية منذ عام 2003م.
7. رشح نفسه في الانتخابات البرلمانية المصرية دورة عام1995م في منطقة حلوان بالقاهرة.

## المؤلفات
- المسألة القبطية والشريعة والصحوة الإسلامية ,2007-الناشر سفير الدولية – القاهرة.
- جماعات العنف المصرية وتأويلاتها للإسلام ,2006- الناشر مكتبة الشروق الدولية – القاهرة.
- رؤية الوسط في السياسة والمجتمع – الطبعة الأولى 2005,الطبعة الثانية 2007-الناشر مكتبة الشروق الدولية – القاهرة.
- له العديد من المقالات والأبحاث والدراسات والمشاركات التلفزيونية بالمحطات المصرية والعربية والدولية (حول الحركات الإسلامية والرؤى الإسلامية المعاصرة وقضايا العالم العربي والإسلامي).

## النشاطات السابقة
- عضو المجلس الأعلى لنقابة المهندسين المصرية 	1987 – 1995
- الأمين العام المساعد لنقابة المهندسين المصرية 1987 – 1995
- مقرر لجنة التنسيق بين النقابات المهنية المصرية 1989- 1996
- مقرر اللجنة المصرية لمناصرة شعب البوسنة والهرسك 	1992 – 1996
- رشح نفسه في الانتخابات البرلمانية المصرية دورة عام 1995 في منطقة حلوان القاهرة.
- شارك في العديد من المؤتمرات ذات الصلة بالفكر الإسلامي المعاصر والنشاط النقابي والإغاثي والسياسي:-

كولامبور. ماليزيا سنة 1980 – كراتشي.باكستان 1988، 1989 – عمان.الأردن 1988، 92 - صنعاء.اليمن 1989- الرباط.المغرب 1989- الجزائر 1990 - الولايات المتحدة 1990 - زغرب.كراواتيا 1992- تونس 1992- سراييفوا. البوسنة 1994 – بيروت.لبنان 1994، 97، 2000، 2001، 2002، 2003 - بون.ألمانيا - 1995 - لندن.إنجلترا 1997 - برلين.ألمانيا 2000 – ليماسول.قبرص 2000 - الكويت 2001 – برلين.ألمانيا 2002 – البحرين 2002 – لندن.إنجلترا 2002 – هانوفر. ألمانيا 2003، برلين. ألمانيا 2003 – لندن.إنجلترا 2003 – المغرب 2004 – لندن.إنجلترا 2004 – هانوفر. ألمانيا 2004 – الأردن 2004 – هولندا 2004 – الولايات المتحدة الأمريكية 2004 – تركيا 2004 – بيروت. لبنان 2005 – المغرب 2005 –بودابست.المجر 2005 – سويسرا 2005 – لندن.إنجلترا 2005 – إسبانيا 2005 – روما.إيطاليا 2005 – لندن.إنجلترا 2005 – الأردن 2006 – التشيك2006 – اليونان 2006 – ألمانيا2006 – فرنسا2006- الدوحة 2006 – المغرب 2007 – الدوحة.قطر 2007 – البحرين 2007 – الأردن 2007 – طوكيو.اليابان 2008 – بيروت.لبنان 2008 – أوسلو.النرويج 2008.

## القبض على أبو العلا ماضي والإفراج عنه
في أعقاب الإطاحة بالرئيس محمد مرسي أعلن حزب الوسط رفضه للانقلاب، وبعدها ألقت وزارة الداخلية المصرية القبض على أبو العلا ماضي ونائبه عصام سلطان ووجهت لهما تهمة التحريض على العنف وإهانة هيئة قضائية، وقد تم ترحيلهما إلى سجن طرة، في حين قال حاتم عزام نائب رئيس حزب الوسط: «إن اعتقال أبو العلا ماضي رئيس حزب الوسط وعصام سلطان نائب رئيس حزب الوسط، جاء بسبب انحيازهما للشرعية الدستورية والديمقراطية، ورفضهما "الانقلاب العسكري"»
تم الإفراج عنه في أغسطس 2015  وجاء ذلك بعدما قضى ماضي أقصى مدة للحبس الاحتياطي دون الإحالة للمحاكمة وهي عامين.

## وصلات خارجية
- أبو العلا ماضي على موقع أرشيف الشارخ.
- حزب الوسط الجديد